# Крокус (мифология)
Крокус, Кротон (др.-греч. Κρόκος; лат. Crocus) — согласно греческой мифологии смертный юноша, который из-за несчастной любви превратился в цветок крокус.
Данный миф скорее всего был сочинён в конце классического периода и не был широко известен. Данная легенда упоминается у Овидия в «Метаморфозах» и «Фастах», а также в комментариях Сервия к «Георгикам» Вергилия. Позднее она фигурирует в «Деяниях Диониса» Нонна Панополитанского
По одной из версий мифа он был влюблён в нимфу Смилакс, но безответно. Чтобы прервать страдания юноши боги превратили его в цветок крокуса, а нимфу во вьюнок смилакс. Либо они превратились в цветы после трагической гибели.
По другой версии, изложенной у Галена, в юношу влюбился бог Гермес. Он случайно убил своего друга, когда они вместе соревновались в метании диска. Подавленный горем Гермес вместе с Флорой превратил юношу в цветок крокуса. Эта версия перекликается с мифом об Аполлоне и Гиацинте.